# Петре Шилегов
Петре Шилегов (Шишегов)- Шиледже e юрист, политик и градоначалник на Скопие от октомври 2017 г. Избиран е два пъти за депутат в Събранието на Република Македония.

## Животопис
Шилегов завършва Правния факултет на Скопския университет през 1995 г.
По време на мандата на скопския кмет Ристо Пенов, Шилегов е член на управителния съвет на „Комунална хигиена – Скопие“. През 2005 г. е част от комисията за жалби по обществените поръчки към правителството на Република Македония. От юни 2013 е избран за говорител на СДСМ, а на парламентарните избори през 2014 е избран за депутат като водач на листа от втора изборна единица. За втори път е избран за депутат на парламентарните избори през 2016 като водач на листата на шеста изборна единица.
На местните избори през 2017 Шилегов е избран за градоначалник на Скопие на първия тур с получени 141 164 гласове, около 40 хил. повече от неговия основен противник, настоящият в това време кмет на Скопие и кандидат на ВМРО-ДПМНЕ Коце Траяновски. Преди да влезе в политиката Шилегов работи в адвокатска кантора като адвокат в областта на търговското право.

## Семейство
Шилегов е женен и e баща на две деца.